# Клуб Атлетико Уракан
Клуб Атлетико „Уракан“ (на испански: Club Atlético Huracán), по-популярен под името „Уракан“, което в превод означава „Ураган“ е футболен клуб от квартал Parque Patricios в Буенос Айрес, Аржентина.
Състезава в аржентинската Примера Б Насионал и е шампион на страната за 1973 г.

## История
Клубът е създаден на 11 ноември 1908 г. В ерата на аматьорския футбол в Аржентина (1891 – 1930) отборът печели четири шампионски титли (1921, 1922, 1925 и 1928). По тези си показатели Уракан се превръща в петия най-успешен клуб в страната за този период.
От създаването на професионалния футбол през 1931 г. Уракан печели шампионата Метрополитано през сезон 1973 г., която е и единствената му шампионска титла в професионалния футбол. В други четири шампионата отбора завършва втори, а в пет сезона е бронзов медалист. Уракан на два пъти печели и шампионата на втора дивизия (1989 – 90 и 1999 – 00) и съответно промоция в елита на Аржентина. През 2009 Уракан е напът да спечели шампионата Клаусура, като кръг преди края води с една точка на Велес Сарсфийлд, но загуба с 0:1 от прекия си конкурент в последния кръг му отрежда сребърните медали.
Уракан е най-неудобният съперник за Ривър Плейт, като няколко пъти в историята си побеждава „гранда“ или завършва наравно в решаващия последен кръг и на практика го лишава от шампионската титла.
Основният противник на клуба е градският съперник Сан Лоренцо.

## Успехи
- Шампионат на Аржентина до 1930 (аматьорско ниво) (4): 1921, 1922, 1925, 1928
- Примера Дивисион
  - Шампион (1): 1973 Метрополитано
    - Вицешампион (4): 1975 Метрополитано, 1976 Метрополитано, 1993 – 94 Клаусура, 2008 – 09 Клаусура
      - Бронзов медалист (5): 1939, 1942, 1972 Метрополитано, 1976 Насионал

## Известни бивши футболисти
- Алфредо ди Стефано
- Гилермо Стабиле
- Карлос Арано
- Ектор Купер
- Освалдо Ардилес
- Клаудио Борхи
- Алфио Базиле
- Лучо Гонсалес
- Мигел Анхел Бриндизи

## Бивши треньори
- Гилермо Стабиле
- Ектор Купер
- Алфио Базиле
- Освалдо Ардилес
- Мигел Анхел Бриндизи
- Сезар Луис Меноти

## Стадион
Естадио Томас Адолфо Дуко се намира в квартал „Parque Patricios“ на Буенос Айрес. Построен е на 11 ноември 1949 година от аржентинската армия и най-вече благодарение на усилията на Сеньор Томас Дуко. През май 2008 г. са открити пукнатини в една от структурните му колони и съоръжението е затворено за основен ремонт. През това време Уракан играе домакинските си мачове на клубния стадион на Архентинос Хуниорс. На 13 декември 2008 г. след 438 дни в последния кръг на шампионата Уракан се завръща отново в своя дом за да отпразнува своята 100-годишнина.